# Richard Tran
Richard „Rich“ Tran ist ein amerikanischer Kommunalpolitiker. Seit Dezember 2016 ist er Bürgermeister der Stadt Milpitas (Kalifornien).
Tran ist vietnamesischer Abstammung. Nach Abschluss seiner Schulausbildung an der Milpitas High School studierte er an der University of California, Los Angeles (UCLA) und erwarb den Grad eines Bachelor of Arts in Politikwissenschaften und Soziologie.  An der San José State University erwarb er den Grad eines Master of Social Work und an der New York University Wagner School of Public Service den Grad eines Master of Public Administration. Er war dann als medizinischer Sozialarbeiter beim Santa Clara County tätig.
Im November 2016 wurde er zum Bürgermeister der Stadt Milpitas gewählt und am 13. Dezember 2016 wurde er im Amt vereidigt.